# Pavel Kulma
Pavel Kulma (Nové Město na Moravě, 3 november 1989) is een Tsjechische oud-langebaanschaatser. Na zijn actieve schaatsloopbaan werd hij assistent-coach van het NOVIS Team onder leiding van Petr Novák. Hij is tevens voorzitter van de vereniging SKR Hlinsko. Anno november 2009 staat hij in de Adelskalender op een 419e positie.
Op 18 november 2007 reed Kulma samen met Milan Sáblík en Zdeněk Haselberger een wereldrecord voor junioren op de ploegenachtervolging in Calgary: 3.55,26. Daarnaast was Kulma in het bezit van het nationale record op de 5000 meter. In december 2012 werd Kulma op het eerste WK voor studenten derde op de 10.000 meter.

## Records

### Persoonlijke records
| Afstand      | Tijd     | Datum            | Baan     |
| ------------ | -------- | ---------------- | -------- |
| 500 meter    | 38,81    | 6 februari 2010  | Calgary  |
| 1000 meter   | 1.15,95  | 25 januari 2009  | Collalbo |
| 1500 meter   | 1.52,99  | 29 november 2009 | Calgary  |
| 3000 meter   | 3.54,49  | 6 februari 2010  | Calgary  |
| 5000 meter   | 6.38,55  | 17 november 2007 | Calgary  |
| 10.000 meter | 14.18,05 | 28 november 2010 | Hamar    |

### Wereldrecords
| Nr.  | Afstand                  | Tijd     | Datum            | Baan    |
| ---- | ------------------------ | -------- | ---------------- | ------- |
| jr1. | Achtervolging (junioren) | *3.55,26 | 18 november 2007 | Calgary |

* samen met Zdeněk Haselberger en Milan Sáblík

## Resultaten
| Jaar | EK Allround | Wereldbeker       | WK Junioren |
| ---- | ----------- | ----------------- | ----------- |
| 2006 | -           | -                 | 50e         |
| 2007 | -           | 16e achtervolging | 49e         |
| 2008 | -           | 10e achtervolging |             |
| 2009 | -           | 13e achtervolging | 16e         |
| 2011 | -           | 10e achtervolging |             |